# رود مگورو
رود مِگورو (ژاپنی: 目黒川 Meguro-gawa; انگلیسی: Meguro River) از رودهای جاری در توکیوست که دو شاخه رود به نام‌های کیتزاوا و کاراسویاما دارد. این رود در حوالی ایستگاه راه‌آهن تنوزو آیرکی به خلیج توکیو می‌ریزد.

## نگارخانه

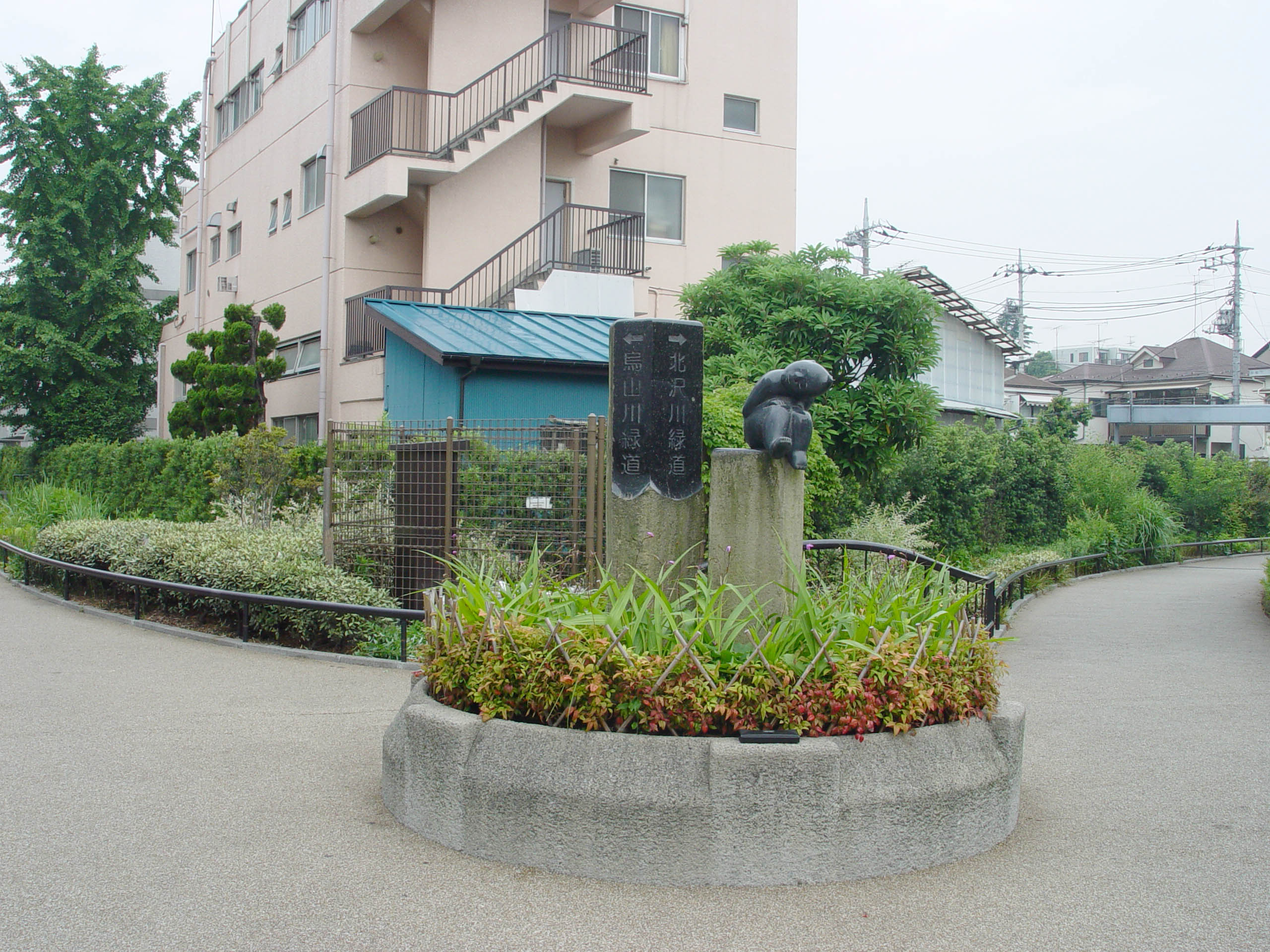
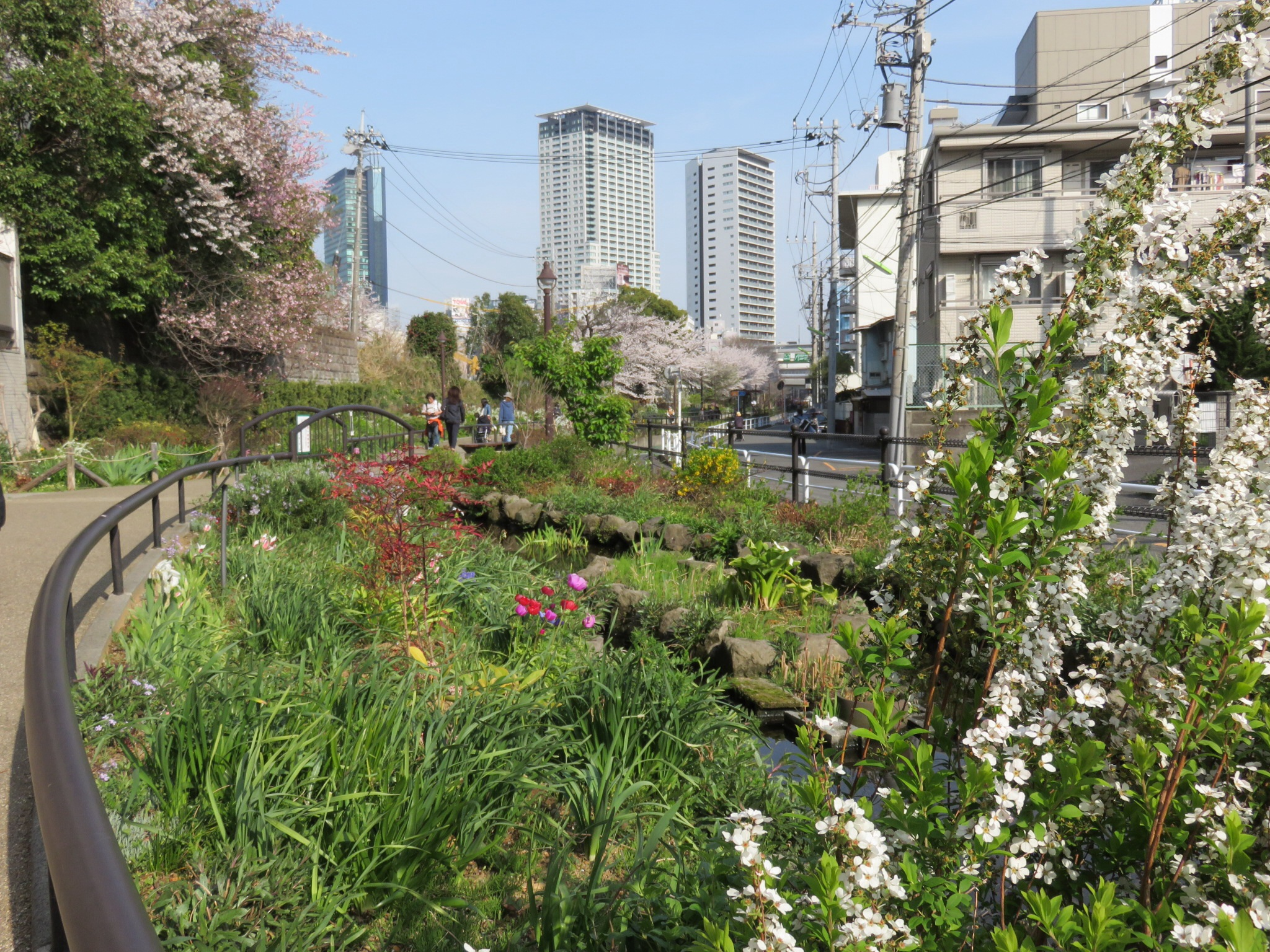
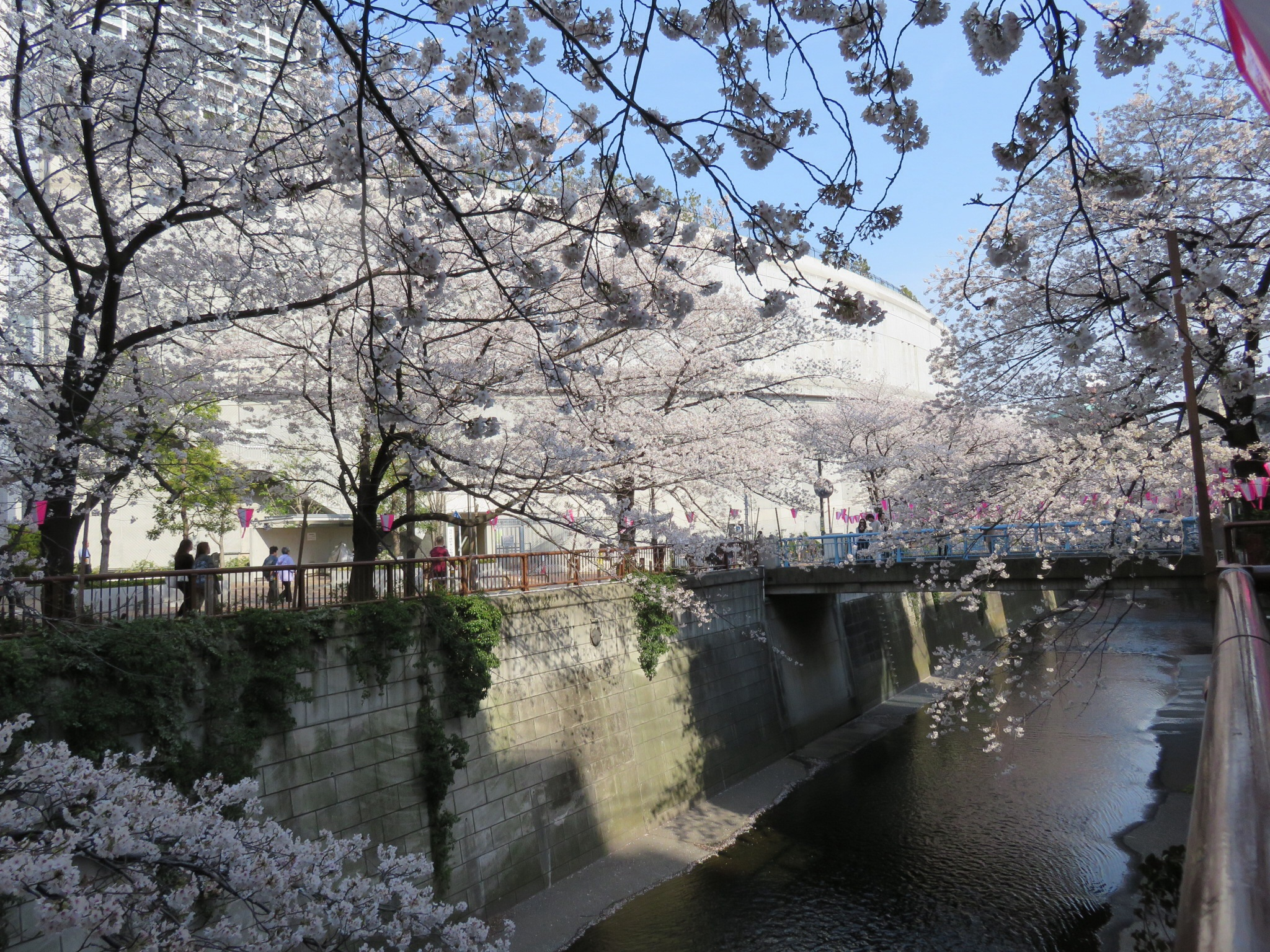
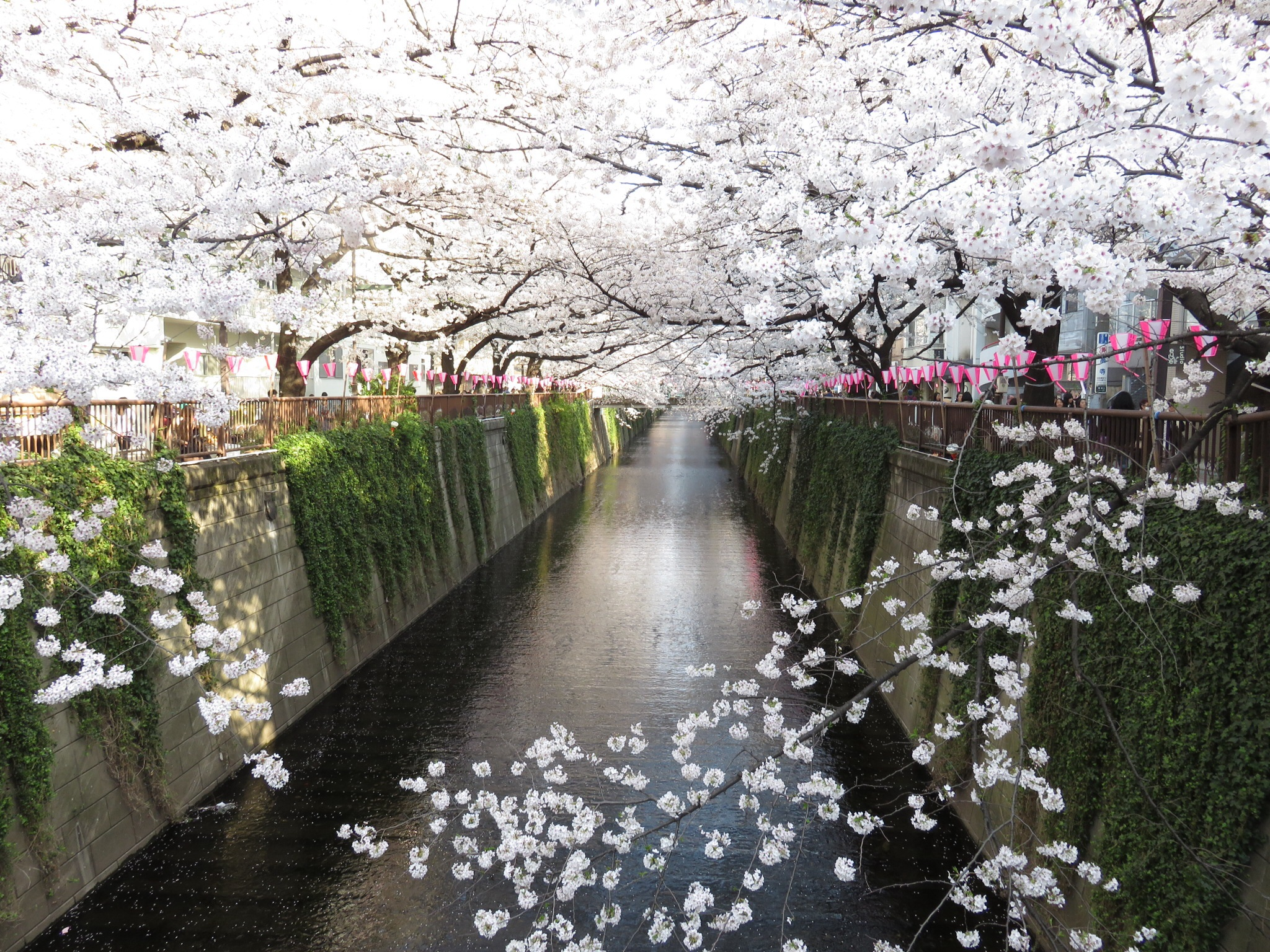
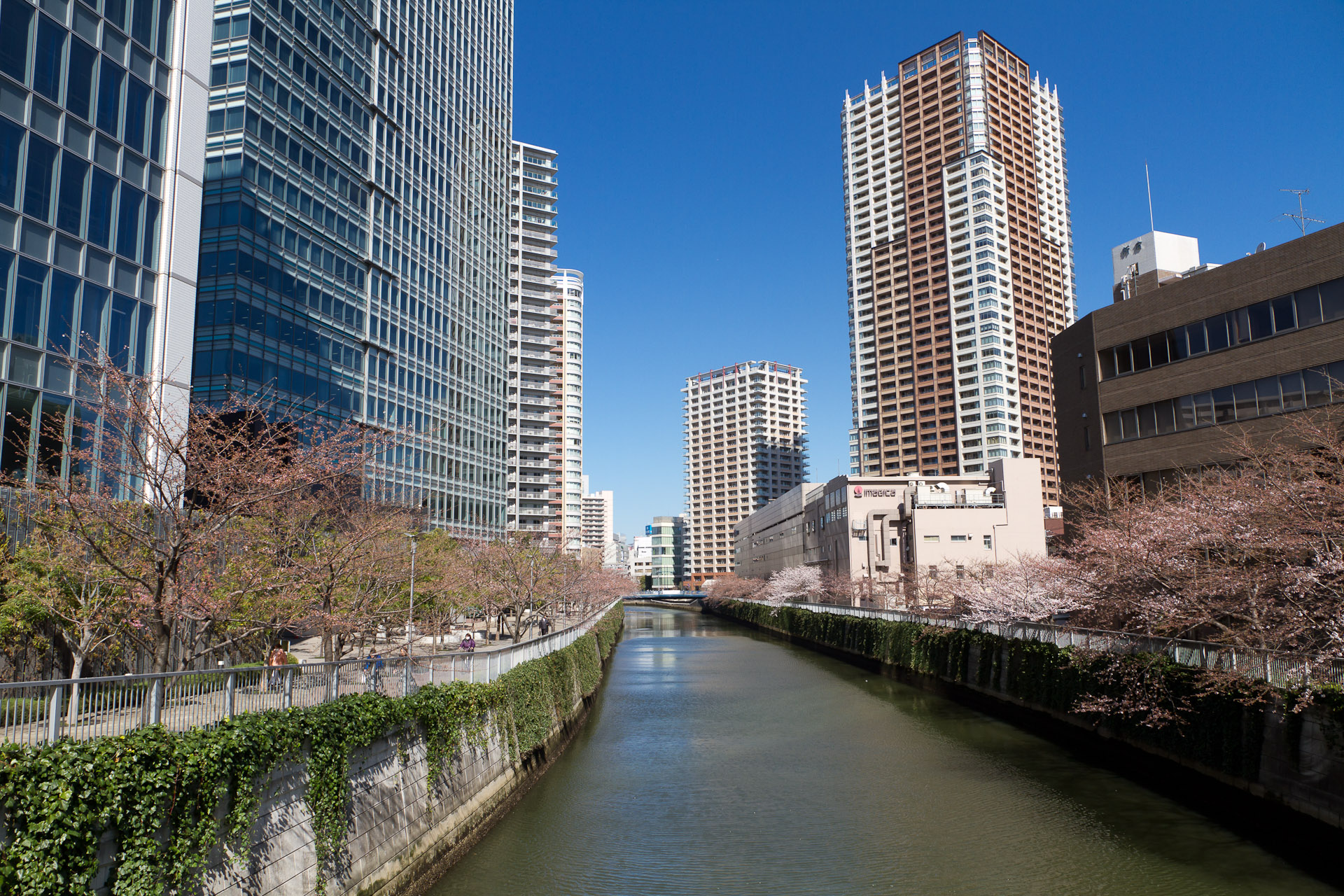
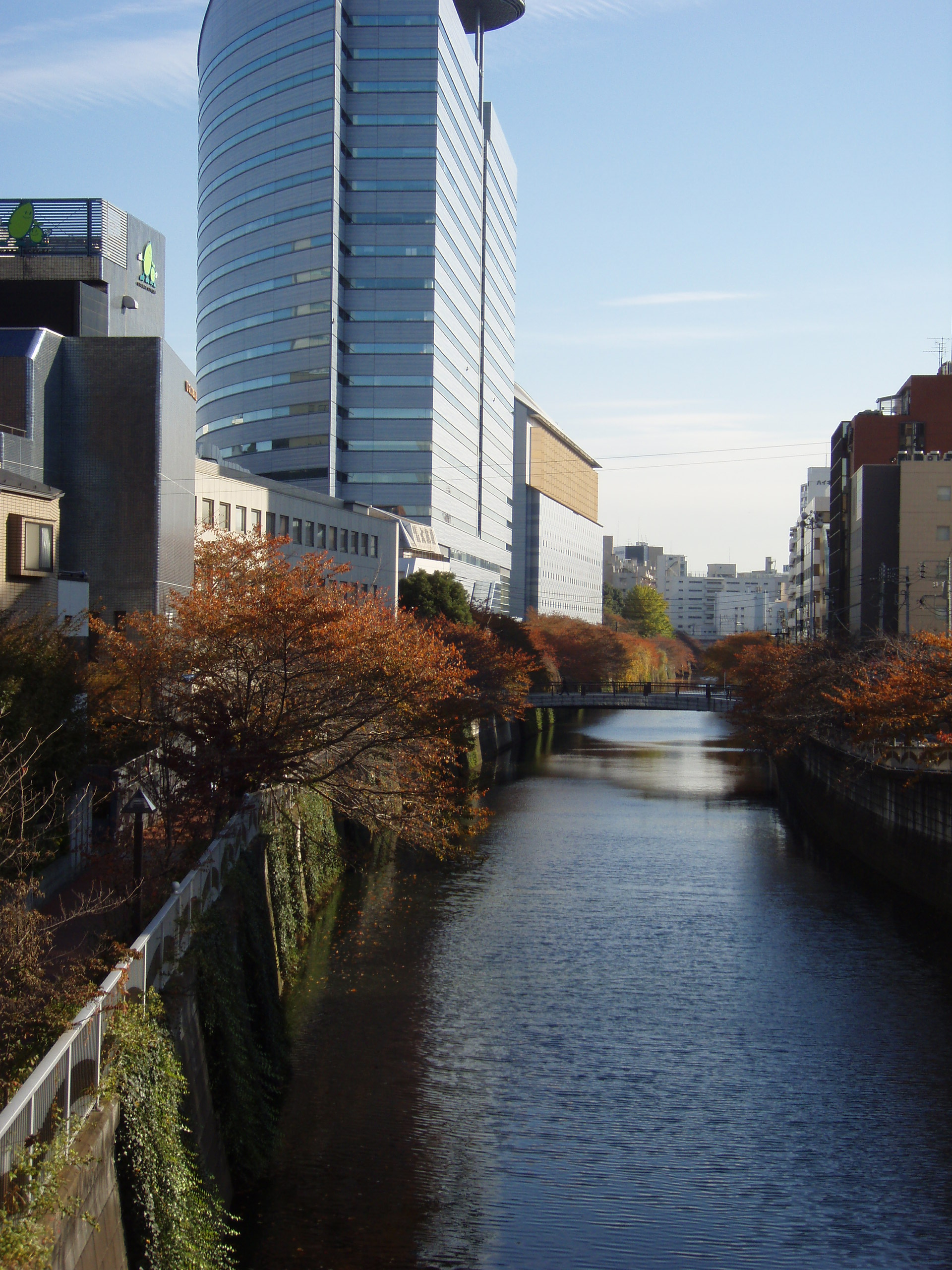
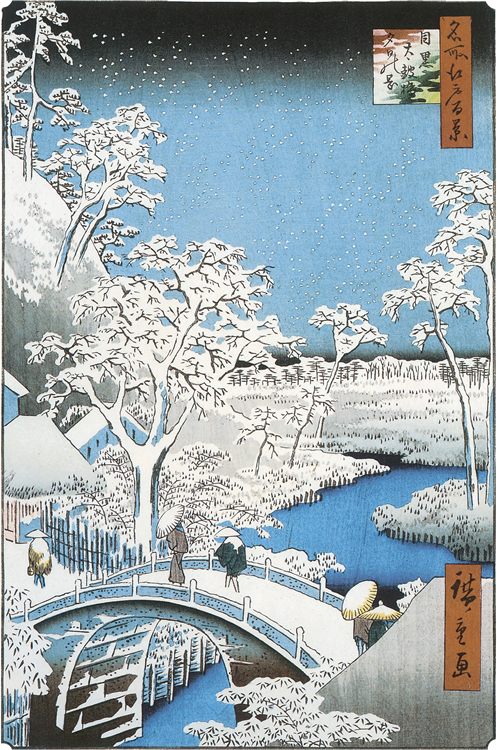